# Le Pila
Le Pila är en bergstopp i Schweiz.   Den ligger i distriktet Gruyère och kantonen Fribourg, i den sydvästra delen av landet, 60 km sydväst om huvudstaden Bern. Toppen på Le Pila är 1 855 meter över havet, eller 10 meter över den omgivande terrängen. Bredden vid basen är 0,21 km.
Terrängen runt Le Pila är bergig söderut, men norrut är den kuperad. Runt Le Pila är det ganska glesbefolkat, med 21 invånare per kvadratkilometer..  
I omgivningarna runt Le Pila växer i huvudsak blandskog.